# Іщенко Валерій Олександрович
Вале́рій Олекса́ндрович І́щенко (нар. 11 листопада 1973 у місті Києві) — український політик, народний депутат України 7 та 8 скликання, член Комітету з питань податкової та митної політики.

## Біографія

### Освіта
У 1989 році завершив навчання у Київській середній загальноосвітній школі № 30 та здобув базову середню освіту.
1989–1993 — навчання у Київському технікумі електронних приладів за спеціальністю «Експлуатація обладнання для виробництва приладів електронної техніки», здобув професійно-технічну освіту та кваліфікацію техніка-електромеханіка.
У 2002 році завершив навчання у Харківському національному університету радіоелектроніки, здобув повну вищу освіту за спеціальністю «Інформаційні системі в менеджменті» та кваліфікацію інженера-економіста.
У 2005 році закінчив Харківський регіональний інститут державного управління Національної академії державного управління при Президентові України, здобув вищу освіту за спеціальністю «Державне управління» і кваліфікацію магістра державного управління.
У 2011 році закінчив Київський національний університет будівництва і архітектури, здобув вищу освіту за спеціальністю «Автоматизоване управління технологічними процесами» та кваліфікацію інженера з автоматизації.
У 2013 році закінчив Київський національний університет будівництва і архітектури, здобув вищу освіту за спеціальністю «Міське будівництво та господарство» та кваліфікацію інженера-будівельника.

### Трудова діяльність
У 1993 р. почав трудову діяльність на приватному підприємстві «Вітос». Займав посаду заступника директора, був звільнений за власним бажанням.
З 1994 по 2003 рр. працював на посаді директора приватного підприємства «АТВ», звільнений за власним бажанням.
З 2003 по 2009 рр. працював на посаді фінансового директора приватного підприємства «Південний» (торгового центру в Дарницькому районі Києва), звільнено з роботи за власним бажанням.
У 2009 році працював заступником директора з економіки у Державному підприємстві "Українській державний науково-дослідний і проектний інститут цивільного сільського будівництва, звільнений за власним бажанням.
У 2009 році за результатами конкурсного відбору на заміщення вакантних посад керівників підприємств сфери управління Мінрегіонбуду, призначений директором Державного підприємства "Науково-дослідний та проектно-вишукувальний інститут транспортного будівництва «Київдіпротранс», звільнений з роботи за угодою сторін у 2010 році.
З 2010 по 2012 роки працював фінансовим директором на приватному підприємництві «Південний». Звільнений з роботи у зв'язку з переходом на виборну посаду — обрання народним депутатом України.

### Політична діяльність
У 2008 році обраний депутатом Київської міської ради від Блоку Віталія Кличка. Заступник голови постійної комісії Київради з питань земельних відносин, містобудування та архітектури. Склав повноваження депутата Київської міської ради за власним бажанням у зв'язку з обранням народним депутатом України.
На парламентських виборах 2012 року обраний народним депутатом України від партії УДАР під № 32. У Верховній Раді став членом Комітету з питань промислової та інвестиційної політики, з квітня 2013 заступник голови Комітету Верховної Ради України з питань будівництва, містобудування і житлово-комунального господарства та регіональної політики.
На позачергових парламентських виборах 2014 року обраний народним депутатом України від політичної партії Блок Петра Порошенка під № 37. У Верховній Раді став членом Комітету з питань податкової та митної політики.